# St. Georg (Trennfeld)

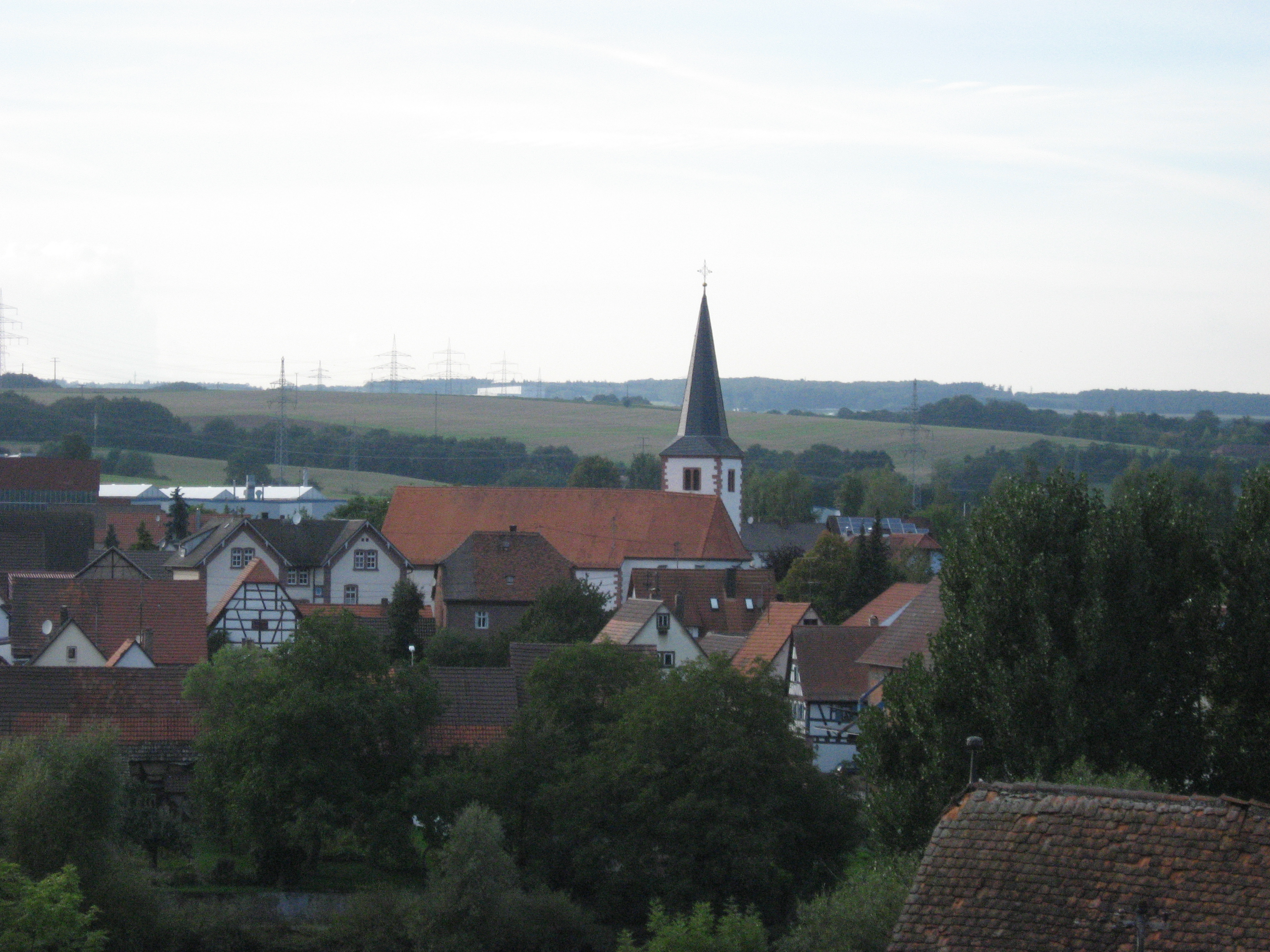
St. Georg (Trennfeld)

Die römisch-katholische Pfarrkirche St. Georg steht in Trennfeld, einem Gemeindeteil des Marktes Triefenstein im unterfränkischen Landkreis Main-Spessart in Bayern. Das denkmalgeschützte Bauwerk entstand Anfang des 17. Jahrhunderts. Die Pfarrei gehört zur Pfarreiengemeinschaft Erlenbach-Triefenstein (Triefenstein) im Dekanat Lohr des Bistums Würzburg.

## Beschreibung
Die Saalkirche wurde 1614 erbaut. Sie besteht aus einem Langhaus, das mit einem Satteldach bedeckt ist, einem eingezogenen, dreiseitig geschlossenen Chor im Osten und einem Chorflankenturm an dessen Nordwand, der mit einem achtseitigen, schiefergedeckten Knickhelm bedeckt ist.